# Zvonimir Mršić
Zvonimir Mršić (Koprivnica, 9. siječnja 1966.), hrvatski menadžer, gospodarstvenik, političar, bivši predsjednik Uprave Podravke.
Vojnu gimnaziju polazio je u Zagrebu. Diplomirao je 1990. općenarodnu obranu i društvenu samozaštitu i novinarstvo na Fakultetu političkih znanosti u Zagrebu. Od 1990. do 1998. obavlja dužnost direktora Službe za odnose s javnošću u Podravki d.d. Od 1997. do 1999. zamjenik je gradonačelnika Grada Koprivnice. Apsolvirao poslijediplomski studij na Ekonomskom fakultetu u Zagrebu. Završio FBA - Fundamentals of Business Administration na Ekonomskom fakultetu u Zagrebu. 
U razdoblju od svibnja do listopada 2000. voditelj je službe za odnose s javnošću i protokol Grada Zagreba, a od listopada 2000. do lipnja 2001. direktor je Službe za odnose s investitorima u Podravki d.d.
Od lipnja 2001. do veljače 2012. gradonačelnik je Grada Koprivnice. Bio je član Nadzornog odbora koprivničke Podravke, a od veljače 2012. do veljače 2017. bio je predsjednik uprave toga poduzeća. 
Objavio je velik broj novinskih tekstova s područja dioničarstva i investiranja. Sudjelovao je u brojnim konferencijama i kongresima o investiranju i odnosima s javnošću. Urednik je nekoliko knjiga i autor prvog edukativnog filma s područja promocije.
Predsjednik je Odbora za lokalnu područnu (regionalnu= samoupravu Hrvatskog sabora. Član je SDP-a. Ponovo izabran za saborskog zastupnika 2011. godine.
Predsjednik je nacionalnog komiteta IPRA-e (International Public Relations Association) i Council Member u Londonu te član Hrvatske udruge za odnose s javnošću i Strukovne udruge za odnose s javnošću

## Vanjske poveznice
- Zvonimir Mršić @  www.sdp.hr  Arhivirana inačica izvorne stranice od 29. travnja 2023. (Wayback Machine)